# Sân bay quốc tế Udon Thani
Sân bay Quốc tế Udon Thani (IATA: UTH, ICAO: VTUD) là một sân bay gần Udon Thani (อุดรธานี, cũng gọi là Udorn Thanee) ở đông Thái Lan, Tỉnh Udon Thani. Sân bay này cách Bangkok 450 km về phía đông bắc. Sân bay này hiện đang có các chuyến bay nối với Bangkok và Chiang Mai. Sân bay này có đường băng bê tông dài 3.048 m.
Trong Chiến tranh Việt Nam sân bay này có tên gọi Căn cứ không quân hoàng gia Udon, là cơ sở tiền tuyến của Không lực Hoa Kỳ và là trụ sở ở châu Á của Air America.

## Các tuyến bay và các hãng hoạt động
- AirAsia
  - Thai AirAsia(Bangkok-Suvarnabhumi)
- Thai Airways International (Bangkok-Don Mueang)
- Nok Air (Bangkok-Don Mueang, Chiang Mai)